# Paleis van de Kamer van Spiš
Het Paleis van de Kamer van Spiš is een gebouw in Košice in Slowakije, gelegen aan de Hlavná-straat 68.

## Geschiedenis
Dit gebouw herinnert aan de voormalige Kamer van Spiš (Slowaaks: Spišská komora, Latijn: Camera Scepusiensis) die indertijd, op deze locatie, in de voorloper van dit gebouw gevestigd was. Die Kamer werd in de middeleeuwen Koninklijke Kamer van Košice genoemd. Later wijzigde de naam: Kamer van Spiš.
Het doel van deze instelling was het beheer van de koninklijke eigendommen, de controle van de financiën en het innen van belastingen in het noordoostelijke deel van het Koninkrijk Hongarije. Haar activiteiten werden in 1536 onderbroken naar aanleiding van de bezetting van de stad Košice door Johan Zápolya. Vanaf 1 april 1567 richtte Keizer Maximiliaan II de Kamer in Košice terug op. Ze bleef bestaan tot 1848, waarna ze verdween als gevolg van een staatskundige reorganisatie.

## Modernisering
Het gebouw waarin de Kamer van Spiš destijds functioneerde, was oorspronkelijk een burgerhuis.
In 1934 -nadat de Kamer reeds afgeschaft was- werd besloten om een nieuw gebouw op te trekken voor de behoeften van het toenmalige "Ministerie van Financiën". Het project van het nieuwe directoraat werd ontwikkeld door de Tsjechische architect Rudolf Brebta die in Košice werkzaam was. Hij stelde voor om een fragment uit het midden van het oorspronkelijke gebouw weder ineen te zetten aan de noordrand van het nieuwe paleis. En zo geschiedde. Om die reden ziet men aan de façade een groot modern deel (stijl: 1934), en aan de noordelijke kant (rechts) een kleine ouderwetse gevel.

## Goudschat
Tijdens de bouwwerken in 1935 werd op 24 september in de fundamenten van het oude afgebroken gebouw de zogenaamde « goudschat van Košice » ontdekt. Deze bestond uit 2920 gouden munten, drie gouden medailles en een renaissanceketting van 590 gram. De weelderige schat maakte vermoedelijk deel uit van het door de Kamer beheerde goed, en werd hier waarschijnlijk verborgen tijdens de opstand van de Kuruc-rebellen bij de aanvang van de 18e eeuw.
Tot 1970 maakte het fortuin deel uit van de expositie van het Nationaal Museum in Praag. Anno 2021 ligt de schat opgeslagen in de ondergrondse kluis van het Oost-Slowaaks Museum in Košice.